# Star Trek: The Next Generation – A XXX Parody
Star Trek The Next Generation: A XXX Parody ist eine  US-amerikanische Porno-Parodie auf die TV-Serie Raumschiff Enterprise – Das nächste Jahrhundert.

## Handlung
Auf dem Weg zur Starbase 112 erkennt die Enterprise seltsame elektromagnetische Werte, die von einem unfruchtbaren Planeten der Klasse M ausgehen. Nach weiteren Untersuchungen wird entdeckt, dass die Energiequelle tatsächlich eine Schachtel ist, die Tasha Yar, den lang verstorbenen ehemaligen Sicherheitschef des Schiffes, im Kryoschlaf enthält.

## Auszeichnungen
- 2012: AVN Award – Best Supporting Actor (Xander Corvus)